# János Fürst
János Fürst (8 août 1935 à Budapest - 3 janvier 2007 à Paris 15e) est un chef d'orchestre et un violoniste né hongrois. 

## Biographie
János Fürst a d'abord étudié le violon à l'université de musique Franz-Liszt à Budapest. Après l'invasion soviétique de la Hongrie en 1956, il a continué ses études au Conservatoire de Bruxelles. Il est admis au Conservatoire de Paris et obtient un Premier Prix. Il obtient en 1958 un poste à l'Orchestre symphonique de la radio-télévision irlandaise, et commence sa carrière de chef d'orchestre.
En 1963, Fürst fonde l'Orchestre de chambre irlandais (Irish Chamber Orchestra), et développe dès lors sa carrière de chef. Après la création de l'Orchestre d'Ulster en 1966, Fürst devient son Premier violon, et ensuite son chef assistant in 1971.  Il obtient les postes de chef  d'orchestre et de Directeur de la musique des orchestres de Malmö (1974-1977), Aalborg (1980-1983), Dublin, Winterthour (1990-1994) et Chef titulaire de l'Orchestre philharmonique d'Helsinki. 
Fürst devient Directeur de la musique de l'Opéra de Marseille de 1981 à 1990.  Il est souvent invité à l'English National Opera, au Scottish Opera et à l'Opéra royal de Stockholm. En 1978, il dirige la première du Salome de Sir Peter Maxwell Davies et en assure l'enregistrement. Avec l'Orchestre symphonique de Bamberg, il a fait de nombreux enregistrements chez Vox Records, qui comprennent des pièces pour orchestre de Tchaikovsky rarement jouées.
Fürst a été un excellent pédagogue. Bon nombre de ses étudiants du Conservatoire de Paris ont gagné de prestigieux concours de direction. Il a travaillé avec des orchestres de jeunes dont le National Youth Orchestra of Great Britain. À la fin de sa vie, il a été invité à prendre la direction de l'orchestre du Royal College of Music à Londres, mais il n'a pas vécu assez pour occuper ce poste.  
Fürst est décédé d'un cancer à Paris en 2007.